# Castillo de Fadrell

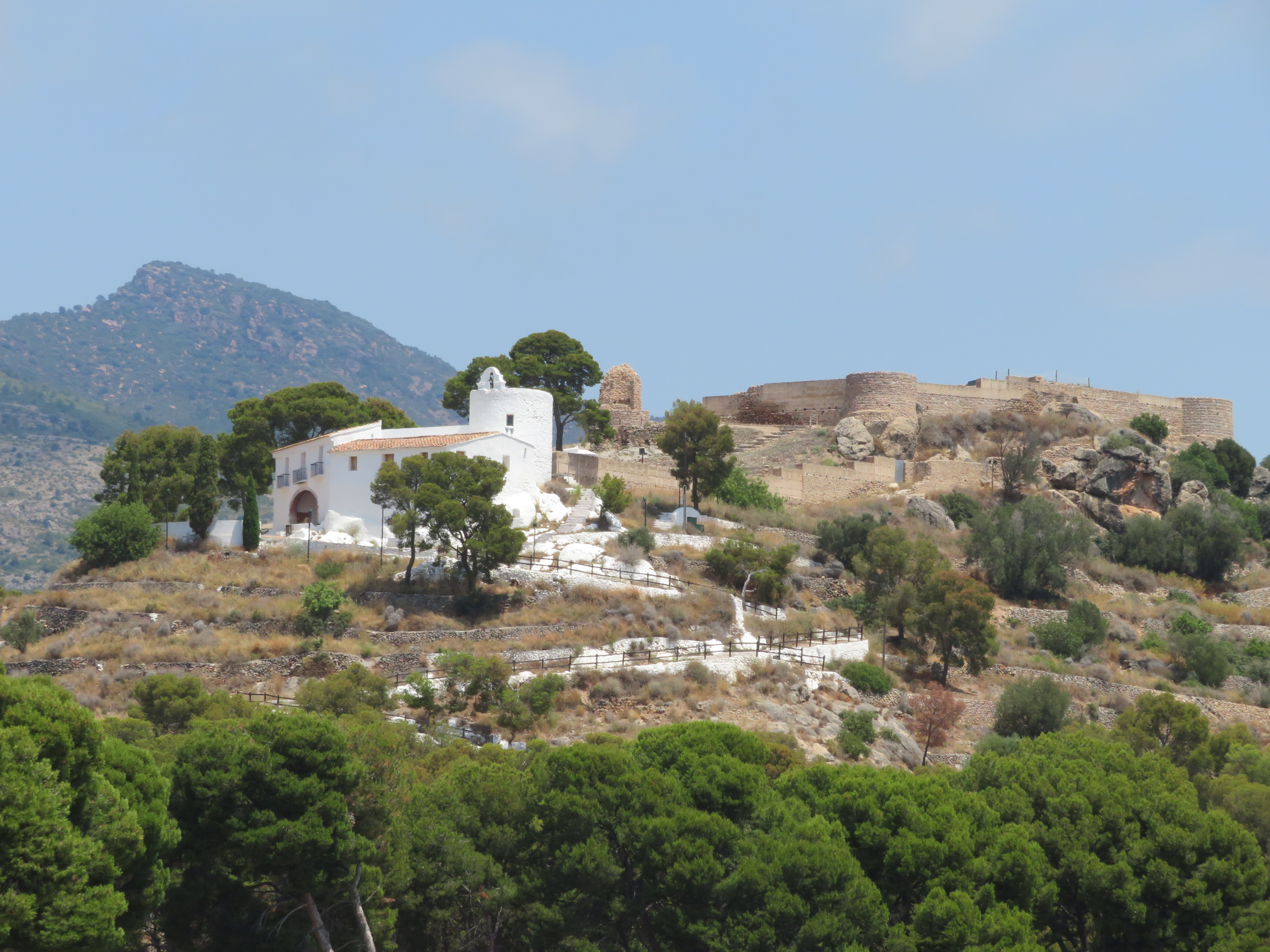
Castillo de Fradell y ermita de la Magdalena

El castillo de Fadrell, también llamado castell Vell, castillo de la Magdalena, de los Moros o de Sas se sitúa en el término municipal de Castellón de la Plana en la provincia de Castellón. Se trata de un castillo de origen musulmán construido entre los siglos XI y XIII.

## Descripción
El castillo, de forma irregular, disponía de cuatro recintos que se adaptan al terreno de manera escalonada. En el recinto superior se localiza la Alcazaba con tres torres semicirculares, conservándose también restos de murallas y aljibes.
El recinto intermedio, Albacar, que contiene al anterior, cuenta con otras tres torres y en él se sitúa la ermita de la Magdalena.